# Edward Colebrooke (1er baron Colebrooke)
Edward Arthur Colebrooke, 1er baron Colebrooke, (12 octobre 1861 - 28 février 1939), est un homme politique libéral britannique et un courtisan. Il sert comme capitaine de l'honorable Corps of Gentlemen-of-Arms sous Herbert Henry Asquith et David Lloyd George entre 1911 et 1922. 

## Biographie
Il est le fils de Edward Colebrooke (4e baronnet), et de son épouse Elizabeth Margaret Richardson, fille de J. Richardson. Il succède à son père comme baronnet en 1890. 
En 1906, il est élevé à la pairie en tant que baron Colebrooke, de Stebunheath dans le comté de Middlesex. Il sert sous Henry Campbell-Bannerman et Herbert Henry Asquith comme Lord-in-waiting (whip du gouvernement à la Chambre des lords) de 1906 à 1911, puis sous Asquith et plus tard David Lloyd George comme Whip en chef du gouvernement chez les Lords et capitaine de l'honorable Corps des gentilshommes d'armes de 1911 à 1922. En 1914, il est admis au Conseil privé. Lord Colebrooke est également Lord-in-Waiting permanent de 1924 à 1939 et sert comme Lord Haut Commissaire à l'Assemblée générale de l'Église d'Écosse de 1906 à 1907. Il est fait Compagnon de l'Ordre royal de Victoria (CVO) en 1906, Chevalier commandant de l'Ordre royal de Victoria (KCVO) en 1922 et Chevalier Grand-Croix de l'Ordre royal de Victoria (GCVO) en 1927. Il est également sous-lieutenant du Lanarkshire. 

## Famille
Lord Colebrooke épouse Alexandra Harriet Paget, fille du général Lord Alfred Paget, en 1889. Ils ont un fils (décédé en 1921) et deux filles. Il est décédé en février 1939, à l'âge de 77 ans, et ses titres se sont éteints. Lady Colebrooke est décédée en 1944. 